# Sovjetske oborožene sile
Sovjetske oborožene sile (tudi Oborožene sile Zveze sovjetskih socialističnih republik in Oborožene sile Sovjetske zveze; rusko Вооружённые Силы Союза Советских Социалистических Республик in rusko Вооружённые Силы Советского Союза) so bile oborožene sile Ruske sovjetske federativne socialistične republike (1917–22) in Sovjetske zveze (1922–91).

## Sestava
Na podlagi vsezveznega zakona o vojaški službi iz septembra 1925 so bile Sovjetske oborožene sile sestavljene iz: Rdeče armade, Sovjetskega vojnega letalstva, Sovjetske vojne mornarice in Državni politični direktorat (OGPU). Pozneje se je OGPU osamosvojil in bil združen leta 1934 skupaj s NKVD. 
Po drugi svetovni vojni so bile dodane še druge veje oboroženih sil: Strateške raketne sile (1960), Sovjetske zračnoobrambne sile (1948) in Korpus civilne zaščite Sovjetske zveze.